# Yellowthread Street
Yellowthread Street – Straße der Angst ist eine britische Krimiserie, die 1989 in Großbritannien in einer Staffel mit 13 Folgen produziert wurde. Die Serie basiert auf einer Romanreihe von William Leonard Marshall, von der zwischen 1975 und 1998 16 Bände erschienen.

## Handlung
In der Serie wird erzählt, wie der Polizist Nick Eden von der Royal Hong Kong Police Force und seine sechs, zum Teil international zusammengesetzten, Kollegen das organisierte Verbrechen in der damals noch britischen Kronkolonie Hongkong bekämpfen. Die Serie gibt Einblicke in die Probleme des polizeilichen Alltags.

## Kritik
Die Serie wurde als eine der ersten britischen TV-Serie mit Stereo-Sound versehen, was bei den Jugendlichen großen Anklang fand. Bei der filmischen Umsetzung wurde die schlechte Dramaturgie kritisiert: „its chiefest goal seemed to have been to explore just how very badly a dramatization can corrupt and befoul the ideas and characters of a book“.

## Episodenliste

### Staffel 1
| Nummer | Titel (Deutschland)    | Erstausstrahlung (Deutschland) | Originaltitel      | Erstausstrahlung (GB) |
| ------ | ---------------------- | ------------------------------ | ------------------ | --------------------- |
| 1      | Auge um Auge           | 29. Dezember 1990              | Powerplay          | 13. Januar 1990       |
| 2      | Mann ohne Gedächtnis   | 27. Oktober 1990               | The Lost Man       | 20. Januar 1990       |
| 3      | Der Kronzeuge          | 3. November 1990               | Key Witness        | 27. Januar 1990       |
| 4      | Der Mittelsmann        | 10. November 1990              | Middleman          | 3. Februar 1990       |
| 5      | Gefährliche Liebe      | 17. November 1990              | Angel Eyes         | 10. Februar 1990      |
| 6      | Gefährliche Spiele     | 24. November 1990              | Fan Tan Man        | 17. Februar 1990      |
| 7      | Der Informant          | 1. Dezember 1990               | Rummy’s Cut        | 24. Februar 1990      |
| 8      | Rätselhafte Entführung | 8. Dezember 1990               | Spirit Runner      | 3. März 1990          |
| 9      | Der unsichtbare Killer | 15. Dezember 1990              | The Red Pole       | 10. März 1990         |
| 10     | Die falsche Fährte     | 22. Dezember 1990              | Chinese Boxes      | 17. März 1990         |
| 11     | Das Drachenauge        | 5. Januar 1991                 | Slicing The Dragon | 24. März 1990         |
| 12     | Zum Tode verurteilt    | 12. Januar 1991                | Big Circle         | 31. März 1990         |
| 13     | Boatpeople             | 19. Januar 1991                | I Knew A Man       | 7. April 1990         |

## Ausstrahlung
Die Erstausstrahlung der Serie fand vom 13. Januar bis zum 7. April 1990 auf dem britischen Sender ITV statt. Im deutschen Fernsehen wurde die Serie von 1990 bis 1992 mehrmals bei Tele 5 ausgestrahlt und noch einmal 1997 auf tm3 wiederholt.